# 阿克塞斯角
64°50′S 63°47′W / 64.833°S 63.783°W
阿克塞斯角（英語：Access Point）是南極洲的海岬，位於帕默群島的昂韋爾島南部，處於比斯科角東南面和蘭卡斯特角西北面3公里，由讓-巴蒂斯特·夏古率領的法國探險隊繪入地圖，現時由南極條約體系管理。